# Sialis hasta
Sialis hasta là một loài côn trùng trong họ Sialidae thuộc bộ Megaloptera. Loài này được Ross miêu tả năm 1937.